# Odynofagie
Odynofagie je lékařský termín označující bolestivé polykání. Příčinou jsou nejčastěji zánětlivá či nádorová onemocnění hltanu či jícnu. Diagnostika problému se provádí rentgenem, endoskopem, ultrazvukem nebo magnetickou rezonancí. Název pochází z řečtiny: odyno značí „bolest“, phagia pak pochází z phagein, slovesa „jíst“.